# Парк-Сентрал (Гонконг)
Парк-Сентрал (Park Central, 將軍澳中心) — частный высотный жилой комплекс, расположенный в гонконгском районе Чёнкуаньоу (округ Сайкун). Состоит из двенадцати жилых башен и обширного подиума, который занимают торговый центр Park Central Shopping Arcade площадью 33 тыс. кв. метров, продовольственный магазин 7-Eleven, рестораны, отделения банков, кабинеты врачей и большая автомобильная парковка. Жилые башни насчитывают 4 152 квартиры. 
Парк-Сентрал построен в 2002—2003 годах в стиле модернизма, управляется консорциумом, в который входят девелопментские компании Sun Hung Kai Properties, Henderson Land, Chinachem Group, MTR Corporation и Nan Fung Group. Рядом с подиумом комплекса расположены автобусная остановка и выходы станции метро Чёнкуанъоу (линия Чёнкуаньоу).

## Структура
- Первая и вторая фазы (2002)
  - 54-этажная башня Park Central 1 (168 м)[9]

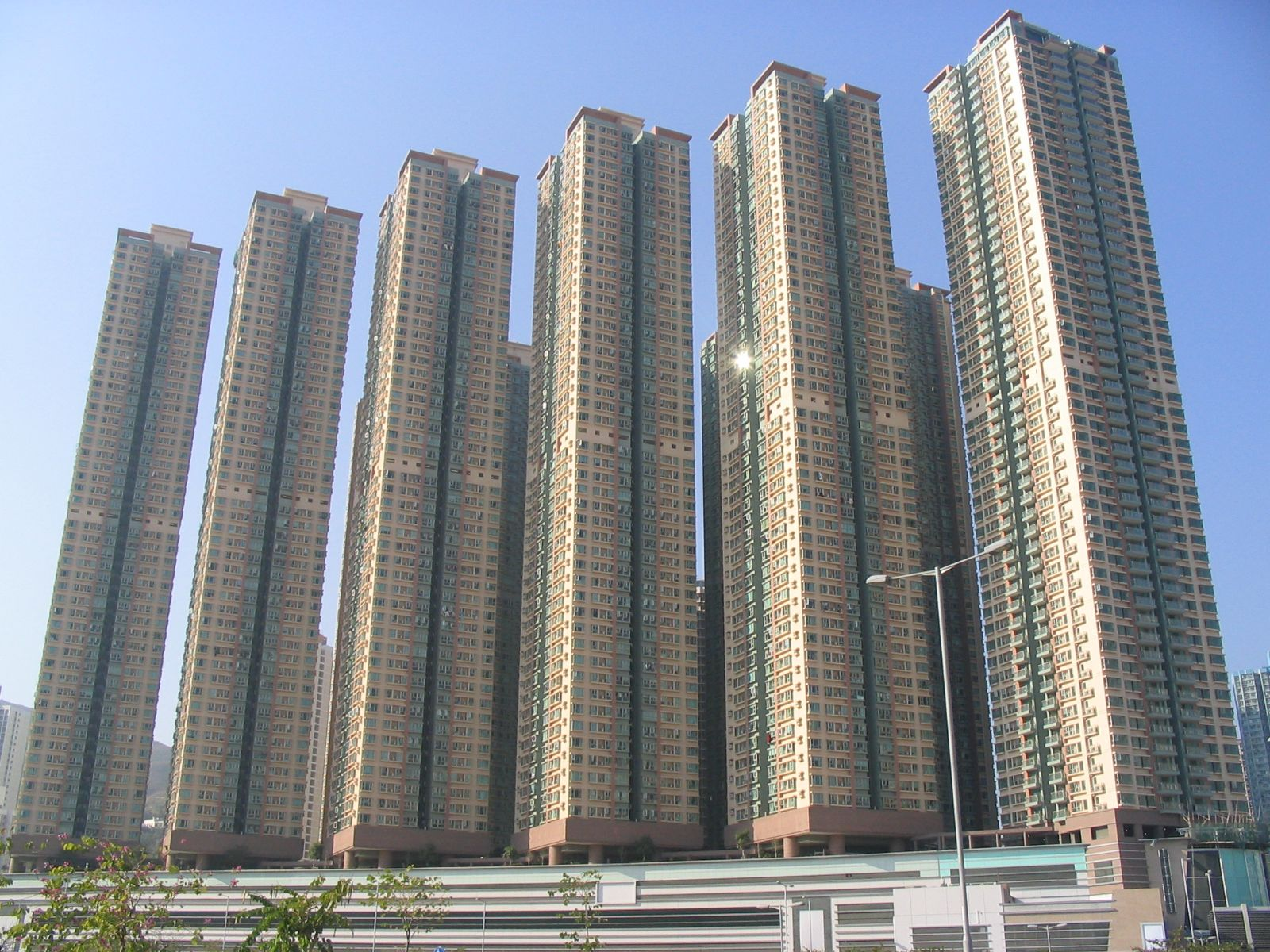
Жилые блоки
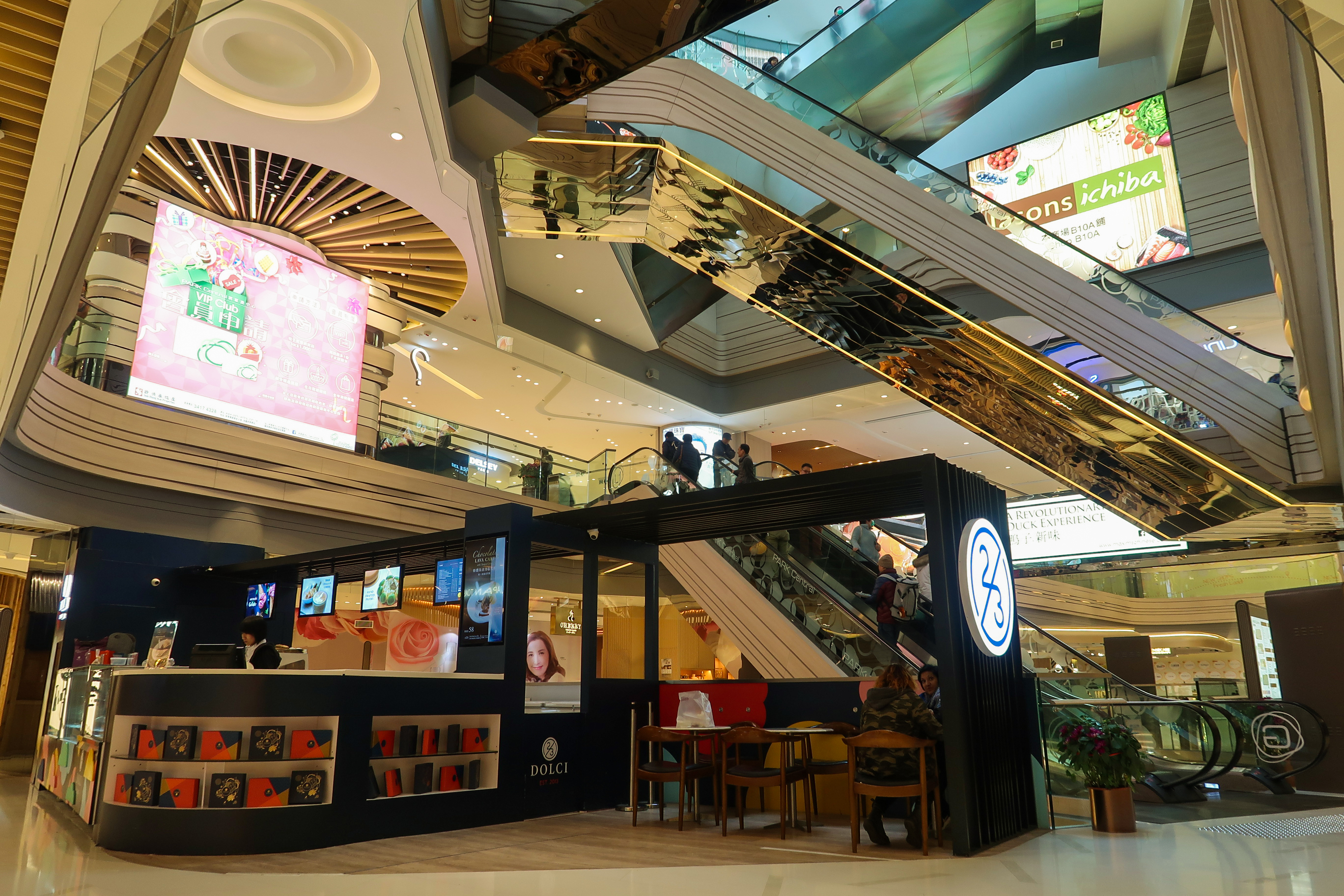
Торговый центр
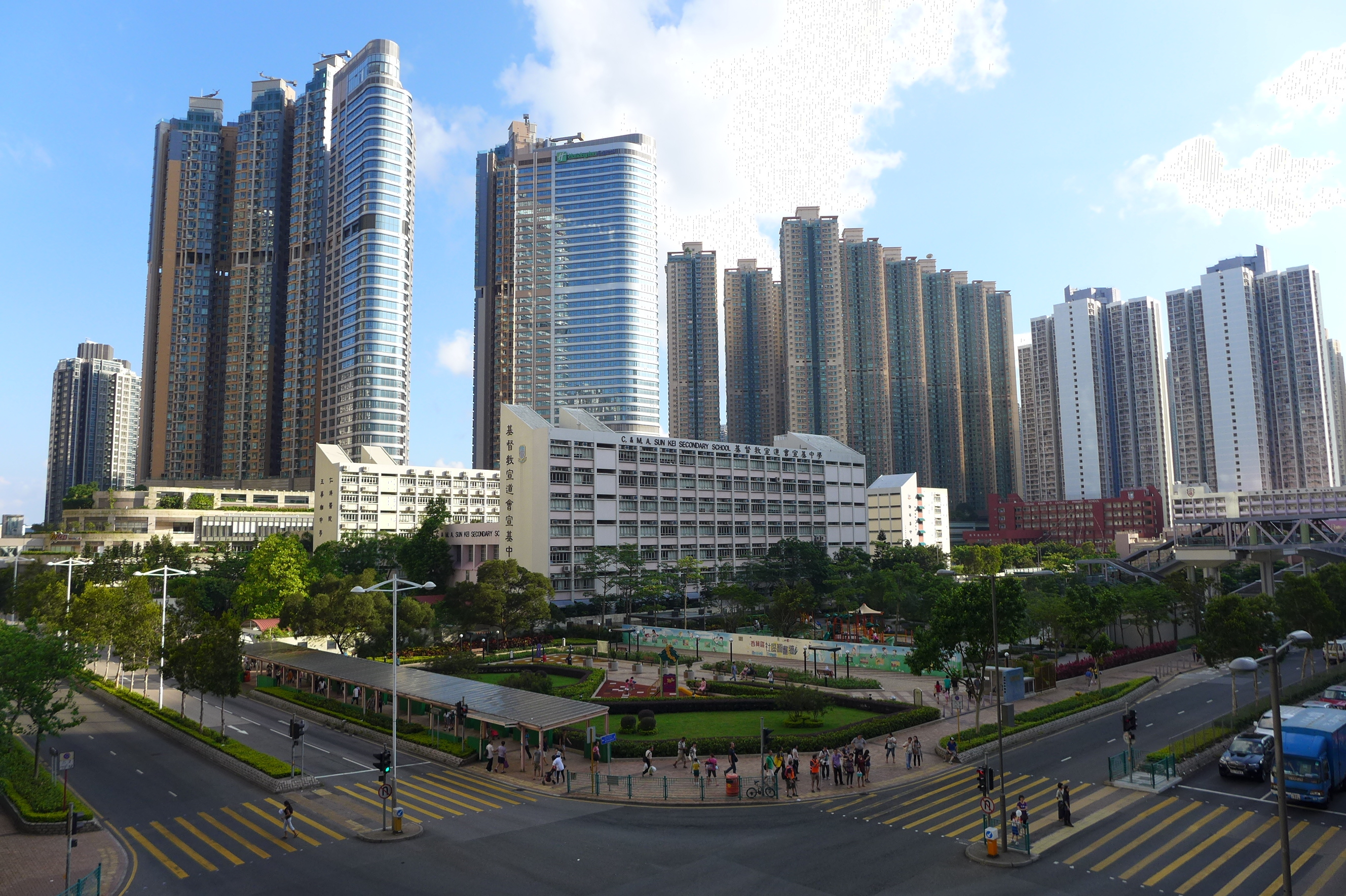
Район

  - 54-этажная башня Park Central 2 (168 м)[10]
  - 54-этажная башня Park Central 3 (168 м)[11]
  - 54-этажная башня Park Central 5 (168 м)[12]
  - 54-этажная башня Park Central 6 (168 м)[13]
  - 52-этажная башня Park Central 7 (162 м)[14]
  - 52-этажная башня Park Central 8 (162 м)[15]
  - 52-этажная башня Park Central 9 (162 м)[16]
  - 52-этажная башня Park Central 10 (162 м)[17]
  - 53-этажная башня Park Central 11 (165 м)[18]
  - 54-этажная башня Park Central 12 (168 м)[19]

- Третья фаза (2003) 
  - 54-этажная башня Park Central 13 (168 м)[20]

- Жилые блоки
- Торговый центр
- Район